# Ophionellus imitatorius
Ophionellus imitatorius là một loài tò vò trong họ Ichneumonidae.